# HD 91324
HD 91324 är en trolig dubbelstjärna belägen i den södra delen av stjärnbilden Seglet. Den har en skenbar magnitud av ca 4,89 och är svagt synlig för blotta ögat där ljusföroreningar ej förekommer. Baserat på parallax enligt Gaia Data Release 2 på ca 45,6 mas, beräknas den befinna sig på ett avstånd på ca 72 ljusår (ca 22 parsek) från solen. Den rör sig bort från solen med en heliocentrisk radialhastighet på ca 21 km/s.

## Egenskaper
Primärstjärnan HD 91324 A är en metallsvag gul till vit stjärna i huvudserien av spektralklass F9 V Fe-0.8 CH-0.7 där suffixnoten anger underskott av järn och cyan i dess spektrum. Den har en massa som är ca 1,2 solmassor, en radie som är ca 1,9 solradier och har ca 4,6 gånger solens utstrålning av energi från dess fotosfär vid en effektiv temperatur av ca 6 100 K.
En svag stjärna betecknad 2MASS J10313234–5338010 har visat sig vara en möjlig följeslagare till HD 91324 genom en rörelsesstudie som kombinerar data från Two Micron All-Sky Survey och rymdteleskopet WISE. Den beräknade separeringen av de två stjärnorna är 309 bågsekunder eller 6 700 AE. Mätningar av egenrörelse för de två stjärnorna är nästan identiska, vilket gör HD 91324 till en trolig dubbelstjärna. Fotometri av 2MASS J10313234-5338010 tyder på att den är en röd dvärg av spektraltyp M5 eller M6.